# Râul Mălaia
Râul Mălaia este un curs de apă, afluent al râului Lotru. Acesta își are obârșia în Munții Căpățânii și are o lungime de 8 km. Bazinul său hidrografic acoperă o suprafață de 28 km2.